# سيسيل كيشيموتو
سيسيل كيشيموتو (باليابانية: 岸本セシル؛ بالكانا: きしもと セシル) هي عارضة يابانية، ولدت في 22 فبراير 1990 في أوكيناوا في اليابان.

## وصلات خارجية
- سيسيل كيشيموتو على موقع IMDb (الإنجليزية)